# 阿寒湖特別
阿寒湖特別（あかんことくべつ）とは日本中央競馬会 (JRA) が札幌競馬場で施行している、中央競馬の競走のひとつである。競走名の「阿寒湖」とは北海道東部の阿寒摩周国立公園内にある湖のことである。

## 概要
2019年時点での施行条件は3歳以上2勝クラスという、重賞ではない特別競走に過ぎないが、ステイゴールドが3歳（旧表記4歳）時の1997年に本競走（当時は900万円以下条件）で3勝目を挙げた後、2000年の目黒記念で優勝するまで勝利がなかったため、その間に出走した28レース（26の重賞競走を含む）で「おもな勝ち鞍：阿寒湖特別」と表記され続けたため話題となったことがある。
本競走を優勝した3歳馬からはステイゴールドの他にも活躍馬が多く出ていて、マンハッタンカフェとファインモーションがGIに勝ち、ホクトスルタンとスマートロビンはともに翌年の目黒記念を制している。

## 歴史
1987年以前はダート1500メートルの牝馬限定の別定戦として施行されていた。1988年は1800メートルに距離を延長し、1989年は札幌競馬場の改修（芝コース新設）のため函館競馬場で芝1800メートルの競走として施行された。1990年から性別限定がなくなり、芝2000メートルのハンデ戦で行われていたが1992年から別定戦となり、1998年から芝2600メートルの競走として実施されている。
2012年に夏季番組の大幅な変更により休止となったが、2014年より3年ぶりに復活することになった。なお休止の間は「1000万以下条件馬による芝2600メートルの定量戦」としての機能をSTV賞（2010年までは芝1200メートル・2011年は芝1500メートルで施行）が受け継いでいた。
なお、2018年は同時期に｢北海道150周年記念｣の開催のため、2021年は北海道開催の変則日程によりそれぞれ休止されている（なお2021年の同時期に行われる「2勝クラス馬による芝2600メートルの定量戦」としての機能は横津岳特別（函館）が担う）。

## 歴代優勝馬
コース種別を表記していない距離は、芝コースを表す。
馬齢は2001年以降の表記に統一する。
| 施行日        | 競馬場 | 距離        | 条件      | 優勝馬             | 性齢 | タイム | 優勝騎手   | 管理調教師 | 馬主                                     |
| ------------- | ------ | ----------- | --------- | ------------------ | ---- | ------ | ---------- | ---------- | ---------------------------------------- |
| 1980年6月29日 | 札幌   | ダート1800m | 800万下   | チョウコーピート   | 牝4  | 1:54.3 | 山内研二   | 田中良平   | 磯田兆弘                                 |
| 1981年7月18日 | 札幌   | ダート1800m | 800万下   | ヒロノタイフウ     | 牝4  | 1:52.5 | 松田幸春   | 松田由太郎 | 伊藤博                                   |
| 1982年7月24日 | 札幌   | ダート1800m | 800万下   | ファインウーマン   | 牝3  | 1:54.2 | 小谷内秀夫 | 坪重兵衛   | 吉田孝                                   |
| 1983年7月24日 | 札幌   | ダート1800m | 800万下   | ハシベーシック     | 牝4  | 1:54.6 | 栗田伸一   | 武田文吾   | シンザンクラブ                           |
| 1984年7月22日 | 札幌   | ダート1800m | 900万下   | ゴーゴークイン     | 牝3  | 1:54.3 | 竹原啓二   | 松山康久   | 西田鉄男                                 |
| 1985年7月14日 | 札幌   | ダート1500m | 900万下   | エバーグレイス     | 牝5  | 1:30.9 | 柴田政人   | 森安弘昭   | 古岡秀人                                 |
| 1986年7月20日 | 札幌   | ダート1500m | 900万下   | マキノハタ         | 牝4  | 1:31.8 | 鹿戸雄一   | 橋本輝雄   | 富田正一郎                               |
| 1987年7月19日 | 札幌   | ダート1500m | 900万下   | アスコットハマナス | 牝3  | 1:31.7 | 松田幸春   | 清水久雄   | 淀牧場                                   |
| 1988年7月23日 | 札幌   | ダート1800m | 900万下   | サクラタイム       | 牝4  | 1:53.7 | 田原成貴   | 内藤一雄   | さくらコマース                           |
| 1989年7月23日 | 函館   | 1800m       | 900万下   | レディゴシップ     | 牝3  | 1:46.7 | 的場均     | 尾形充弘   | 社台レースホース                         |
| 1990年7月21日 | 札幌   | 2000m       | 900万下   | カチウマホーク     | 牡4  | 2:01.3 | 的場均     | 柄崎義信   | 島崎龍五郎                               |
| 1991年7月20日 | 札幌   | 2000m       | 900万下   | ナショナルフラッグ | 牝5  | 2:02.1 | 南井克巳   | 工藤嘉見   | 社台レースホース                         |
| 1992年7月25日 | 札幌   | 2000m       | 900万下   | ヒガシマジョルカ   | 牝4  | 2:03.1 | 的場均     | 尾形充弘   | ヤナガワ牧場                             |
| 1993年7月24日 | 札幌   | 2000m       | 900万下   | カネヒュウガ       | 牡4  | 2:00.7 | 的場均     | 阿部新生   | 金指利明                                 |
| 1994年7月24日 | 札幌   | 2000m       | 900万下   | ナカミアンデス     | 騸3  | 2:02.0 | 的場均     | 二ノ宮敬宇 | 中村美俊                                 |
| 1995年7月22日 | 札幌   | 2000m       | 900万下   | タケノアイリス     | 牝4  | 2:03.3 | 本田優     | 星川薫     | 武岡大佶                                 |
| 1996年7月20日 | 札幌   | 2000m       | 900万下   | ケイエスミラー     | 牝4  | 2:01.9 | 的場均     | 高橋成忠   | 高田喜嘉                                 |
| 1997年9月06日 | 札幌   | 2000m       | 900万下   | ステイゴールド     | 牡3  | 2:02.5 | 熊沢重文   | 池江泰郎   | 社台レースホース                         |
| 1998年9月13日 | 札幌   | 2600m       | 900万下   | アスクファンタジー | 牝4  | 2:47.1 | 四位洋文   | 伊藤雄二   | 廣崎利洋                                 |
| 1999年8月29日 | 札幌   | 2600m       | 900万下   | メジロアトラス     | 騸4  | 2:44.9 | 横山賀一   | 奥平真治   | メジロ牧場                               |
| 2000年8月27日 | 札幌   | 2600m       | 900万下   | ローランワンダ     | 牡5  | 2:43.9 | 岡部幸雄   | 久保田敏夫 | 斉藤敏博                                 |
| 2001年8月26日 | 札幌   | 2600m       | 1000万下  | マンハッタンカフェ | 牡3  | 2:43.1 | 蛯名正義   | 小島太     | 西川清                                   |
| 2002年8月17日 | 札幌   | 2600m       | 1000万下  | ファインモーション | 牝3  | 2:42.4 | 松永幹夫   | 伊藤雄二   | 伏木田達男                               |
| 2003年8月30日 | 札幌   | 2600m       | 1000万下  | シンコウベルデ     | 牝5  | 2:44.5 | 横山典弘   | 河野通文   | 中村徳也                                 |
| 2004年9月04日 | 札幌   | 2600m       | 1000万下  | メイショウカチドキ | 牡4  | 2:40.6 | 四位洋文   | 伊藤雄二   | 松本好雄                                 |
| 2005年9月03日 | 札幌   | 2600m       | 1000万下  | コマノハイ         | 牡3  | 2:44.1 | 蛯名正義   | 鮫島一歩   | 長谷川芳信                               |
| 2006年8月26日 | 札幌   | 2600m       | 1000万下  | トレオウオブキング | 牡5  | 2:44.0 | 岩田康誠   | 清水英克   | アローネットサービス                     |
| 2007年8月25日 | 札幌   | 2600m       | 1000万下  | ホクトスルタン     | 牡3  | 2:42.3 | 横山典弘   | 庄野靖志   | 布施壽賀子                               |
| 2008年8月30日 | 札幌   | 2600m       | 1000万下  | ハギノプリンセス   | 牝5  | 2:43.5 | 安藤勝己   | 鮫島一歩   | 安岡美津子                               |
| 2009年8月30日 | 札幌   | 2600m       | 1000万下  | ポルカマズルカ     | 牝3  | 2:43.6 | 丸田恭介   | 畠山吉宏   | 社台レースホース                         |
| 2010年8月28日 | 札幌   | 2600m       | 1000万下  | シルクオールディー | 牡3  | 2:41.1 | 四位洋文   | 昆貢       | シルク                                   |
| 2011年8月28日 | 札幌   | 2600m       | 1000万下  | スマートロビン     | 牡3  | 2:41.5 | 福永祐一   | 松田国英   | 大川徹                                   |
| 2014年7月27日 | 札幌   | 2600m       | 1000万下  | シャンパーニュ     | 牡3  | 2:43.5 | 岩田康誠   | 加用正     | グリーンファーム                         |
| 2015年8月01日 | 札幌   | 2600m       | 1000万下  | ゴッドフロアー     | 牝5  | 2:41.3 | 四位洋文   | 松永幹夫   | 広尾レース                               |
| 2016年7月30日 | 札幌   | 2600m       | 1000万下  | カフジプリンス     | 牡3  | 2:39.3 | 福永祐一   | 矢作芳人   | 加藤守                                   |
| 2017年7月29日 | 札幌   | 2600m       | 1000万下  | ステイパーシスト   | 牡4  | 2:40.3 | C.ルメール | 尾関知人   | 吉田照哉                                 |
| 2019年7月27日 | 札幌   | 2600m       | 2勝クラス | ヒシゲッコウ       | 牡3  | 2:39.4 | C.ルメール | 堀宣行     | 阿部雅英                                 |
| 2020年8月01日 | 札幌   | 2600m       | 2勝クラス | アンティシペイト   | 牡3  | 2:40.1 | 武豊       | 国枝栄     | G1レーシング                             |
| 2022年7月30日 | 札幌   | 2600m       | 2勝クラス | マリノアズラ       | 牝4  | 2:41.1 | 横山武史   | 小手川準   | 矢野まり子                               |
| 2023年7月30日 | 札幌   | 2600m       | 2勝クラス | ナイトインロンドン | 牡3  | 2:39.4 | 和田竜二   | 大竹正博   | 窪田芳郎                                 |
| 2024年7月28日 | 札幌   | 2600m       | 2勝クラス | アスターブジエ     | 牡4  | 2:40.9 | 西村淳也   | 中竹和也   | 加藤久枝                                 |
| 2025年8月17日 | 札幌   | 2600m       | 2勝クラス | レクスノヴァス     | 牡3  | 2:43.2 | 横山和生   | 上村洋行   | (株)ノルマンディーサラブレッドレーシング |

## その他
- かつては的場均騎手（現・調教師）と相性のいい競走だった。1989年から1994年まで6年連続連対、1995年は騎乗馬がいなかったが1996年に勝ったことにより、7騎乗機会連続連対を果たしている。しかもその間1991年の2着を除くとすべて勝利している。
- 2004年と2005年には、のちに中央競馬におけるサラブレッド系種の最多出走記録を更新することとなるハートランドヒリュが出走している。
- ばんえい競馬でも同じ名前の競走が行われている[14]（1998・2000・2003年 - ）。

### 各回競走結果の出典
netkeiba.comより（最終閲覧日：2025年6月2日）
- 1980年、1981年、1982年、1983年、1984年、1985年、1986年、1987年、1988年、1989年、1990年、1991年、1992年、1993年、1994年、1995年、1996年、1997年、1998年、1999年、2000年、2001年、2002年、2003年、2004年、2005年、2006年、2007年、2008年、2009年、2010年、2011年、2014年、2015年、2016年、2017年、2019年、2020年、2022年、2023年、2024年、2025年